# Willisornis poecilinotus
Willisornis poecilinotus là một loài chim trong họ Thamnophilidae. Nó được tìm thấy ở rừng Amazon của Bolivia, Brazil, Colombia, Ecuador, Guiana thuộc Pháp, Guyana, Peru, Suriname và Venezuela.